# 成寿寺街道
成寿寺街道是中华人民共和国北京市丰台区下辖的一个街道办事处，于2021年设立。

## 名称
成寿寺街道得名于现已不存的寺庙成壽寺，辖区内及附近还有成寿寺社区、成寿寺路、北京地铁成寿寺站。

## 历史
成寿寺街道现辖区域1949年1月属北平市第十五区，同年6月划入第十四区，1950年6月改为北京市第十一区，1952年6月第十一区改为南苑区。1953年5月31日南苑区设成寿寺乡、分钟寺乡，1956年2月24日撤销并入龙爪树乡。1958年2月25日，南苑区龙爪树乡撤销，其中下辖的成寿寺村、分钟寺村划入新设的东铁匠营街道。1958年5月24日，国务院批复撤销北京市南苑区，东铁匠营街道划入丰台区。
1984年3月26日再次设立成寿寺乡、分钟寺乡，1987年1月9日撤销，并入南苑乡。
2020年12月31日，北京市民政局批复《关于同意丰台区部分行政区划变更的批复》（京民划函〔2020〕189号）。根据批复内容，2021年5月，丰台区设立成寿寺街道办事处，辖区范围为：东、南至丰台区与朝阳区界线，西至北京地铁装备有限公司西墙、横一条、东铁匠营北街、方庄南路，北至南三环东路。卢沟桥街道办事处驻南方庄乙56号。辖区范围主要来自原东铁匠营街道，其中北京地铁装备有限公司的部分区域来自原大红门街道。

## 行政区划
成寿寺街道下辖以下地区：
四方景园社区、华苇景苑社区、四方景园第二社区、成寿寺社区、成仪路社区、方南家园社区、瑞成街社区和分中寺村。